# Тесла (фильм, 2020)
«Те́сла» (англ. Тesla) — американский фильм-биография 2020 года.
Мировая премьера фильма состоялась на кинофестивале «Сандэнс» 27 января 2020 года, а 21 августа 2020 года его выпустила компания IFC Films в ограниченный прокат.

## Сюжет
В 1884 году в Нью-Йорке Никола Тесла работает на Томаса Эдисона, но оба не ладят друг с другом. Тесла предлагает свою идею тем, кто заплатит ему намного больше, чем Эдисон.
Эдисон встречает свою вторую жену Мину в 1885 году. Тесла продолжает работу над своим асинхронным двигателем, которому помогает его друг Энтони Сигети из Будапешта. Тесла знакомится с Энн, дочерью Дж. П. Моргана. Девушка явно неравнодушна к нему, при этом яростно ненавидит отца. Никола представляет свои открытия Джорджу Вестингаузу, тот покупает патенты на изобретения Теслы и привозит учёного в Питтсбург, дабы контролировать производство. Вестингауз сообщает Тесле о соперничестве между его открытиями и изобретениями Эдисона.
Между тем ожидается первая казнь при помощи электрического стула. Томас Эдисон настаивает на своём в вопросах казни. Он убеждён, что постоянный ток лучше, и отклоняет переменный ток Теслы.

## В ролях
- Итан Хоук — Никола Тесла
- Кайл Маклахлен — Томас  Эдисон
- Ив Хьюсон — Энн Морган
- Джим Гэффиган — Джордж Вестингауз
- Эбон Мосс-Бакрак — Сигети
- Ребекка Дайан — Сара Бернар
- Ханна Гросс — Мина Эдисон
- Донни Кешаварц — Дж. П. Морган
- Джеймс Урбаняк — профессор Энтони
- Джош Хэмилтон — Роберт Андервуд Джонсон
- Блейк ДеЛонг — Уильям Кеммлер
- Иэн Литгоу — Альфред Браун
- Лоис Смит — гранд-дама

## Производство
В феврале 2018 года было объявлено, что к актёрскому составу фильма присоединился Итан Хоук, а Майкл Алмерейда воплотит в жизнь написанный им сценарий. Сценарий был обновлённой формой идеи первого полнометражного фильма о Тесле, который изначально был заказан польским режиссёром Ежи Сколимовским с Джеком Николсоном в главной роли, но так и не был реализован. Алмерейда существенно переписал изначальный материал с учётом открывшихся в последние годы обстоятельств жизни Николы Теслы, а также вдохновился работами Дерека Джармена и Генри Джеймсa.

## Награды
- Премия Альфреда Слоуна кинофестиваля «Сандэнс»[4][5]